# Rhipidoxylomyia indica
Rhipidoxylomyia indica är en tvåvingeart som beskrevs av Grover 1970. Rhipidoxylomyia indica ingår i släktet Rhipidoxylomyia och familjen gallmyggor. Inga underarter finns listade i Catalogue of Life.